# Roman Ingarden
Roman Ingarden, né le 5 février 1893 à Cracovie et mort le 14 juin 1970 dans la même ville, est un phénoménologue, ontologue et esthéticien polonais.

## Éléments biographiques
Après des études avec Edmund Husserl à Göttingen, Roman Ingarden passe sa thèse sous sa direction sur « Intuition et intellect chez Henri Bergson » le 16 janvier 1918. Pendant la Première Guerre mondiale, il rencontre Edith Stein avec qui il tiendra une correspondance pendant plusieurs années. Roman Ingarden développe une phénoménologie réaliste, s'opposant au tournant transcendentaliste de son maître Husserl. Il devient connu pour ses travaux en esthétique, son ontologie de l’œuvre d’art et sa réflexion sur le statut des valeurs esthétiques. On le considère comme fondateur de l'esthétique phénoménologique[réf. nécessaire].
Roman Ingarden n'obtient de chaire de professeur qu'en 1934. Elle lui sera retirée de 1945 à 1950 par le régime communiste. Edith Stein l'aide financièrement et relit ses écrits pendant plusieurs années, jusqu'en 1942.
En 1945, il devint professeur à l'université Nicolas-Copernic de Toruń. En 1946, licencié de cette université, il est nommé à l'université Jagellonne de Cracovie.
Mort à Cracovie, Roman Ingarden est enterré au cimetière Rakowicki.

## Œuvres

### Œuvres traduites en français
- L'œuvre d'art littéraire, trad. par Philibert Secretan et al., Lausanne, L'âge d'homme, 1983.
- De la responsabilité. Ses fondements ontiques, trad. par Ph. Secretan, Paris, L'Harmattan, 1993.
- Husserl. La controverse Idéalisme - Réalisme, traduction et présentation par Patricia Limido-Heulot, Paris, Vrin, 2001.
- Esthétique et ontologie de l'œuvre d'art. Choix de textes 1937-1969, trad. par Patricia Limido-Heulot, Paris, Vrin, 2011.
- Sur la peinture abstraite, trad. par Marc de Launay, Paris, Hermann, 2013.
- L’œuvre architecturale, trad. par Patricia Limido-Heulot, Paris, Librairie de l'architecture et de la ville J.Vrin, 2013
- La Connaissance de l'œuvre d'art littéraire, trad. par Patricia Limido-Heulot, Rennes, Presses universitaires de Rennes, 2024.

### Travaux en polonais
- O poznawaniu dzieła literackiego (De la connaissance de l'œuvre littéraire), Ossolineum, Lwow: 1937
- O budowie obrazu. Szkic z teorii sztuki (De la structure de l'image. Esquisse en théorie de l'art), Rozprawy Wydziału Filozoficznego PAU Vol. LXVII, No.2, Kraków, 1946
- O dziele architektury (De l'œuvre architecturale), Nauka i Sztuka, Vol. II, 1946, No. 1, p. 3-26 and No. 2, p. 26-51
- Spór o istnienie Świata (Le controverse sur l'existence du monde), PAU, Vol. I, Kraków: 1947, Vol. II, Kraków, 1948
- Szkice z filozofii literatury (Esquisses en philosophie de la littérature), vol. 1, Spółdzielnia wydawnicza “Polonista”, Łódz, 1947
- Elementy dzieła muzycznego (Éléments d'une œuvre musicale), Sprawozdania Towarzystwa Naukowego w Toruniu, Vol. IX, 1955, Nos. 1-4, p. 82-84
- Studia z estetyki (Études esthétiques), PWN, Vol. I Warszawa, 1957, Vol. II, Warszawa, 1958
- O dziele literackim (De l'œuvre littéraire). PWN, Warszawa, 1960
- Przeżycie - dzieło - wartość (Expérience – œuvre – valeur). WL, Kraków, 1966
- Studia z estetyki Tom III (Études en esthétique, Vol. III), PWN, Warszawa, 1970
- U podstaw teorii poznania (Aux fondements de la théorie de la connaissance), PWN, Warszawa, 1971
- Ksiażeczka o człowieku (Un petit livre sur l'homme), Wydawnictwo Literackie, Kraków, 1972.